# 石橋 (レーゲンスブルク)
石橋（いしばし、英: Stone Bridge）またはシュタイネルネ・ブリュッケ（独: Steinerne Brücke）は、ドイツ・バイエルン州のレーゲンスブルクにある橋である。シュタイナーネ橋とも表記される。
2006年に登録された世界遺産、レーゲンスブルクの旧市街とシュタットアムホーフの登録範囲に含まれている。

## 概要
ドナウ川に架橋されているアーチ橋であり、川の右岸の旧市街と、左岸のシュタットアムホーフ (Stadtamhof) 地区とをつないでいる。
1135年に建設工事が開始され、1146年に完成された石橋である。ドイツに現存する石橋の中で、最も長い歴史をもつ。橋の長さは 308.70 メートルであり、幅員はおよそ 8 メートルであり、アーチの数は15である。スパン長は 10.20 メートルから 16.70 メートルである。完成当時は、全長が 336 メートルで、アーチの数は16であった。16番目のアーチは、1487年にザルツシュターデル (de:Salzstadel (Regensburg)) の建設に伴って埋められた。
この橋は、チェコ・プラハのカレル橋など数々の橋のモデルになっている。また、文化財保護の指定を受けている。1189年5月、神聖ローマ皇帝、フリードリヒ1世は、この橋から第3回十字軍を統率して出発した。
橋の中央部には、「橋の小人」 (Brückenmännchen) と呼ばれる石造の像が設置されている。この像は、橋の南側にあるレーゲンスブルク大聖堂 (de:Regensburger Dom) のほうを向いており、自由都市の権利の象徴であるとされている。一方、グリム兄弟 『ドイツ伝説集』第3巻、第34番「石の小人」（≫Das steinerne Männlein≪）（17世紀の写本から）は、橋の上に大小2体の石像があるが、小さい方は、ドナウ川の冷たい水を浴びてきたような裸の小人が手をかざして大聖堂を見つめ、いつあれは完成するのかと問いたげだ。大きい方は、闘鶏を描いているが、大聖堂建設の親方と橋の建設の親方の争いを表わしていると伝えている。
ところで、グリム兄弟『ドイツ伝説集』に紹介されている、夢を信じてレーゲンスブルクに行き、その橋の上で幸運をつかんだ男の話は、この石橋を舞台とする伝説であろう。男が橋の上にいると、裕福な商人がやってくる。「何を探しているのか」と訊かれた男は、「レーゲンスブルクの橋に行けば、金持ちになれるという夢を見た」と。商人「夢を信じるとは、どういうことか。わしはあの大木の下にお金の入った大鍋が埋められているという夢を見たが、全然気にしていないぞ。夢なんて絵空事だからな」。男はその木のところに行き、宝を掘り当て裕福になったと。
橋の南端には、1本の塔が建っているが、建設された当初は、橋の中央部と北端および南端に1本ずつ、計3本の塔が建てられていた。
「「石の橋」の下はかなりの難所で、上流側と下流側では1メートル以上の落差があり、とくに流れが速い。下流側には渦が発生して、「ドナウの渦」（ドーナウ　シュトゥル－デル）と恐れられた」（末永豊）。1750年以来今も歌われている、ドイツ学生歌「先頃レーゲンスブルクにいた時」（≫Als wir jüngst in Regensburg waren≪）（「ドナウの渦巻」）は、この渦をモチーフにしている 。
この橋の建設により北フランスからドナウ諸国への商品流通が、ヴォルムス―ヴィムプフェン―パッサウの街道からヴュルツブルク―ニュルンベルク―レーゲンスブルクの街道へと移った。

## 周辺
下流には、アイゼルネ橋 (de:Eiserne Brücke (Regensburg)) が架かっている。橋の南端にあるブリュッケントゥルム博物館 (Brückturm-Museum) は、2000年に創設されたもので、橋の建設期間に関する文献が収蔵されている。
橋の南端から東へ50メートルほど行ったところには、ヒストーリッシェ・ヴルストクッフルという老舗の焼きソーセージ専門店がある。橋の南側には、旧市庁舎 (de:Altes Rathaus (Regensburg)) や歴史博物館 (de:Historisches Museum Regensburg) やトゥルン・ウント・タクシス城 (de:Schloss St. Emmeram) などがある。
橋の北側には、旧聖カタリナ慈善病院 (de:Spitalkirche St. Katharina (Regensburg)) やカトリック教会音楽教育大学 (de:Hochschule für Katholische Kirchenmusik und Musikpädagogik Regensburg) などがある。